# الگوریتم ها بازشد
الگوریتم ها بازشد کتابی نوشته توماس اچ کورمن در مورد اصول اولیه و کاربردهای الگوریتم های کامپیوتری است.  این کتاب شامل ده فصل است و به موضوعات جستجو، مرتب‌سازی، الگوریتم‌های اصلی نمودار، پردازش رشته‌ها، مبانی رمزنگاری و فشرده‌سازی داده‌ها و مقدمه‌ای بر تئوری محاسبات می‌پردازد.